# Les Coves de Vinromà
Les Coves de Vinromà (spanisch Cuevas de Vinromá) ist eine Gemeinde (municipio) mit 1.865 Einwohnern (Stand: 2024) in der Provinz Castellón der Autonomen Gemeinschaft Valencia in Spanien. Neben dem Hauptort Les Coves de Vinromà gehören auch die Ortschaften und Weiler El Molinet, Els Terrers Blancs, La Coloma, Mas d’Abad, Más de Carruano, Mas d’En Ramona, Mas d’En Rieres und Mas dels Calduch. zur Gemeinde.

## Geografie
Les Coves de Vinromà liegt etwa 50 Kilometer nordnordöstlich von der Provinzhauptstadt Castellón de la Plana in einer Höhe von ca. 200 m in der Comarca Plana Alta. 

## Bevölkerungsentwicklung
| Jahr      | 1970 | 1981 | 1991 | 2001 | 2011 | 2021 |
| Einwohner | 2397 | 2208 | 1938 | 1783 | 2049 | 1792 |

## Sehenswürdigkeiten
- Höhlenmalereien in der Barranc de la Valltorta
- Alte Kirche aus dem 13. Jahrhundert
- Kirche Mariä Himmelfahrt
- Vinzenzkapelle
- Ehemalige Anlage der Tempelritter
- Rathaus

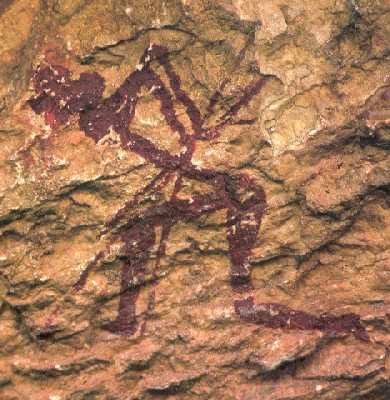
Höhlenmalerei
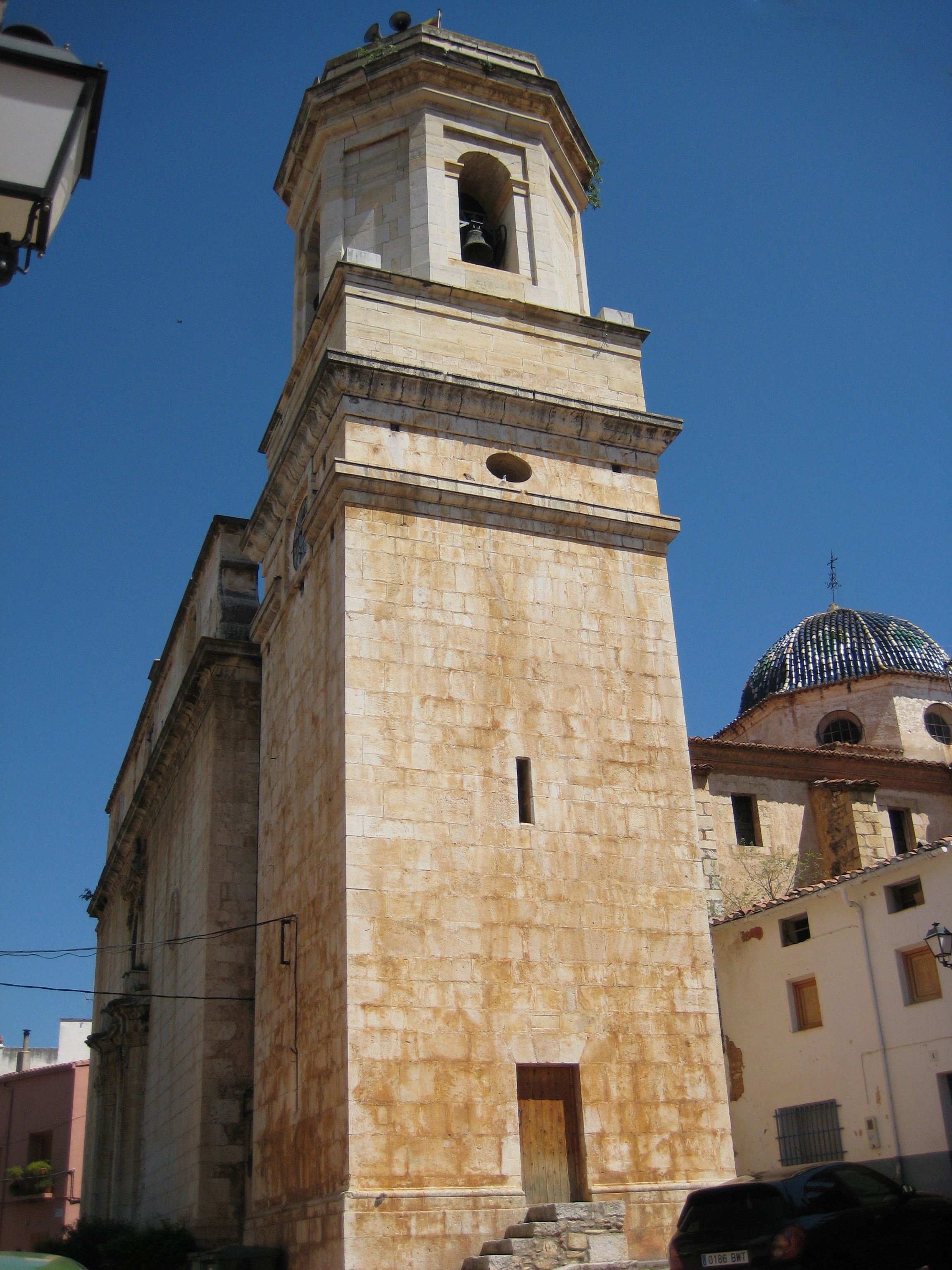
Kirche Mariä Himmelfahrt
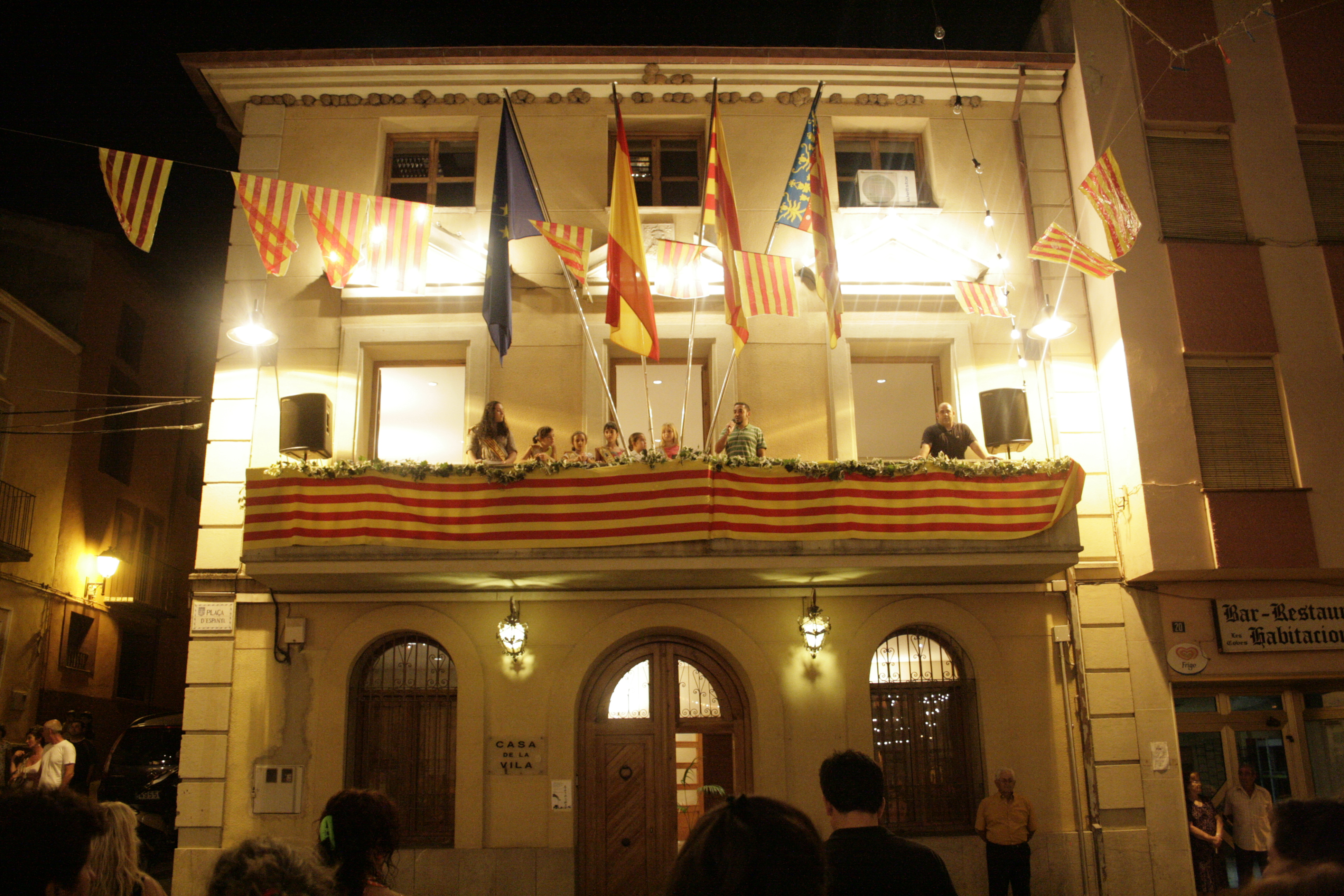
Rathaus

## Persönlichkeiten
- Jaime Bort y Meliá (1693–1754), Architekt des Barock
- Luis Lucia Lucia (1888–1943), Anwalt und Politiker, Minister für die Öffentlichen Arbeiten und Kommunikation (1935)

## Gemeindepartnerschaft
Mit der französischen Gemeinde Pinet in der okzitanischen Provinz Hérault besteht eine Partnerschaft.